# Ancel Keys
Ancel Benjamin Keys (Colorado Springs, 24 gennaio 1904 – Minneapolis, 20 novembre 2004) è stato un biologo, fisiologo ed epidemiologo statunitense, noto soprattutto per i suoi studi sull'epidemiologia delle malattie cardiovascolari, che lo condussero a formulare le ipotesi sull'influenza dell'alimentazione su tali patologie e sui benefici apportati dall'adozione della cosiddetta dieta mediterranea, polirematica da lui coniata.

## Biografia
Nacque a Colorado Springs da una giovanissima coppia di genitori: suo padre era Benjamin Pious Keys (1883-1961), rilegatore di libri, mentre sua madre, Carolyn Emma Chaney (1885-1960), era casalinga, sorella di Lon Chaney, attore del cinema muto. La famiglia si spostò prestissimo in California in cerca di lavoro: nel 1906 era a San Francisco quando la città fu colpita dai terribili effetti del evento sismico del 18 aprile di quell'anno. Sopravvissuti al terremoto, per scampare alle distruzioni si trasferirono a Berkeley, dove Ancel Keys crebbe.
Già da bambino mostrò particolari doti intellettuali e fu selezionato tra i 1528 bambini superdotati per un esperimento condotto all'Università di Stanford dallo psicologo Lewis Terman, inventore della scala Stanford-Binet per la misura del quoziente di intelligenza. Tuttavia, insofferente degli studi, abbandonò la scuola superiore per dedicarsi a insolite occupazioni: andò a spalare il guano di pipistrello in una caverna dell'Arizona, trovò impiego come trasportatore di esplosivi in una miniera d'oro del Colorado, fece anche il taglialegna, si imbarcò come membro della ciurma di una nave diretta in Cina. Completò gli studi secondari e superò il concorso di ammissione all'Università della California - Berkeley, nel 1922..
Nel 1925 ottenne una laurea in economia e scienze politiche all'Università di Berkeley e nel 1929 un dottorato in biologia e oceanografia all'Università della California - San Diego. Nel 1938 ottenne un secondo dottorato in fisiologia al King's College dell'Università di Cambridge. Dal 1934 al 1936 fu professore associato all'Università Harvard e dal 1937 all'Università del Minnesota. In quest'ultima università fondò il Laboratorio di Igiene Fisiologica, che diresse dal 1939 fino al suo ritiro dall'insegnamento, nel 1975.
I suoi primi studi riguardarono gli effetti sulla fisiologia e sulla biologia umana dell'inedia e della malnutrizione. Famoso è lo studio denominato Minnesota Starvation Experiment, iniziato durante la seconda guerra mondiale, che prevedeva una forte restrizione calorica su un campione iniziale di 36 volontari (poi ridottisi a 32), attinti tra obiettori di coscienza: i partecipanti all'esperimento si sottoposero a una dieta basata su 1800 calorie giornaliere, mantenendo un tenore di attività che prevedeva un consumo di 3000 calorie al giorno. Nell'impossibilità di pubblicarne i risultati, a causa della guerra, Ancel Keys ne rese noti i contenuti a varie organizzazioni umanitarie mondiali. La pubblicazione avverrà comunque nel 1950, con l'uscita di un'opera in due volumi e 1385 pagine, intitolata  Biology of Human Starvation.

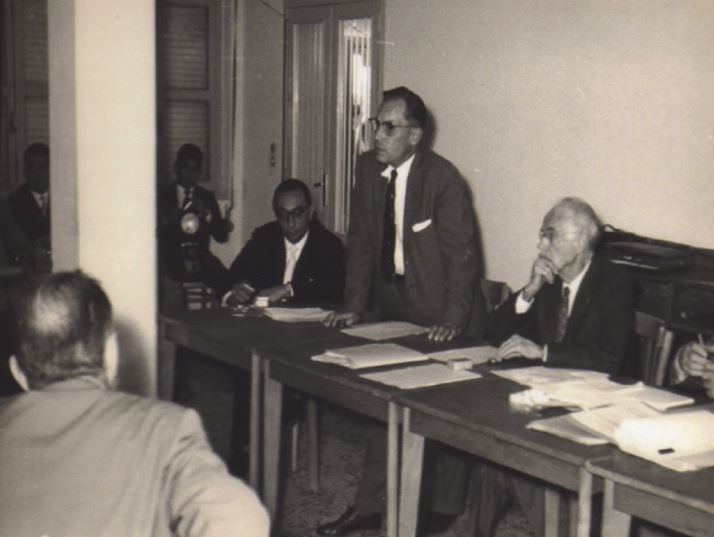
Keys con Paul Dudley White e Flaminio Fidanza in conferenza stampa a Gioia Tauro nel 1960

Il suo nome è anche legato alla formulazione, nel 1942, durante la seconda guerra mondiale, della Razione K, che costituì la base per l'alimentazione di sussistenza dell'esercito americano.
Dopo la sua esperienza al séguito dell'esercito alleato, stabilì i primi contatti che saranno il punto di partenza per un ampio studio scientifico noto come "Seven Countries Study".
In seguito si trasferì in Italia, a Pioppi, un villaggio di pescatori del comune di Pollica, dove acquistò una casa in una località marina che sarà da lui battezzata «Minnelea», un nome che intendeva essere un omaggio congiunto alla città di Minneapolis e alla vicina polis magnogreca di Elea, nel Cilento, sua terra di adozione. Insieme a lui si stabilirono in quella località alcuni dei suoi amici e collaboratori, come Martti Karvonen, Flaminio Fidanza, Alberto Fidanza, e Jeremiah Stamler. Rimase in quella località per 40 anni, studiando accuratamente l'alimentazione della popolazione locale e giungendo alla conclusione che la dieta mediterranea apportava benefici alla salute.
Rientrò definitivamente a Minneapolis nel 2004, qualche mese dopo aver compiuto 100 anni, e vi morì pochi mesi prima del compimento dei 101 anni. Sua moglie era Margaret Haney (1909-2006), sposata nel 1939, che aveva assunto come tecnico medico quando lui era stato ingaggiato dalla Mayo Foundation for Medical Education and Research nel 1936. Dal matrimonio sono nati tre figli, un maschio e due femmine: Carrie D'Andrea (divenuta una psicologa clinica), Henry Keys (ricercatore sul cancro), Martha McLain, quest'ultima assassinata in Giamaica da un rapinatore nel 1991, all'età di 42 anni, mentre era in vacanza con la famiglia.
Ancel Keys era ateo.
La rivista statunitense TIME Magazine gli dedicò la copertina del numero di gennaio 1961; a lui è dedicato l'istituto alberghiero di Castelnuovo Cilento.

## Opere
- (EN) Seven countries: a multivariate analysis of death and coronary heart disease, Cambridge, MA, Harvard University Press, 1980, ISBN 978-0-674-80237-7.
- (con Margaret Keys), The Benevolent Bean, Farrar, Straus and Giroux, 1972 ISBN 978-0374111038
- (con Margaret Keys), Eat well and stay well, the Mediterranean way, 1ª edizione 1975, Doubleday ISBN 978-0385009065